# آنتونین روزیر
آنتونن روزیه (به فرانسوی: Antonin Rouzier) (متولد ۱۶ اوت ۱۹۸۶) والیبالیست اهل فرانسه، بازیکن تیم ملی والیبال فرانسه و باشگاه زراعت بانک ترکیه است.